# スーダンの地方行政区画

スーダンの地方区分

スーダンの地方行政区画（スーダンのちほうぎょうせいくかく）は、18の州によって成り立っている。2011年7月に南スーダンが独立するまでは、25の州が設置されていた。
スーダンは1991年以降連邦制を採用しているが、2019年4月11日のクーデターの際に発令された非常事態宣言によって州の統治機構は停止している。2021年3月5日、最高評議会は新たな地方行政制度を定めた法令に署名し、8つの州から成る連邦制へ移行することが決まった。本法令は行政機構会議が召集された後に施行される予定である。

## 基礎情報
| 地図 | 州名             | アラビア語 / ラテン文字表記 英訳             | 人口 （2008） | 面積 （km²） | 州都 （Capital）                        |
| ---- | ---------------- | -------------------------------------------- | ------------- | ------------ | --------------------------------------- |
| 1    | ハルツーム州     | الخرطوم / Al-Kharṭūm Khartoum                | 5,274,321     | 22,142       | ハルツーム （Khartoum）                 |
| 2    | 北コルドファン州 | شمال كردفان / Shamāl Kurdufān North Kordofan | 2,039,495     | 185,302      | オベイド （Al-Ubayyid／El Obeid）       |
| 3    | 北部州           | الشمالية / Ash-Shamālīyah Northern           | 699,065       | 348,765      | ドンゴラ （Dongola／Dunqulah／Dunqula） |
| 4    | カッサラ州       | كسلا / Kassalā Kassala                       | 1,789,806     | 36,710       | カッサラ （Kassala）                    |
| 5    | 青ナイル州       | النيل الأزرق / An-Nīl al-Azraq Blue Nile     | 832,112       | 45,844       | ダマジン （Ad-Damazin）                 |
| 6    | 北ダルフール州   | شمال دارفور / Shamāl Dārfūr North Darfur     | 2,113,626     | 320,000      | エル＝ファーシル （Al-Fashir）          |
| 7    | 南ダルフール州   | جنوب دارفور / Janūb Dārfūr South Darfur      | 2,879,810     | 72,000       | ニャラ （Nyala）                        |
| 8    | 南コルドファン州 | جنوب كردفان / Janūb Kurdufān South Kordofan  | 867,918       | 79,470       | カードゥクリー （Kaduqli）              |
| 9    | ジャジーラ州     | الجزيرة / Al-Jazīrah Al Gezira               | 3,575,280     | 23,373       | ワドメダニ （Wad Madani）               |
| 10   | 白ナイル州       | النيل الأبيض / An-Nīl al-Abyaḍ White Nile    | 1,730,588     | 30,411       | ラバク （Rabak）                        |
| 11   | ナイル川州       | نهر النيل / Nahr an-Nīl River Nile           | 1,120,441     | 122,123      | ダーマル （Ad-Damir）                   |
| 12   | 紅海州           | البحر الأحمر / Al-Baḥr al-Aḥmar Red Sea      | 1,396,110     | 218,887      | ポートスーダン （Port Sudan）           |
| 13   | ガダーレフ州     | القضارف / Al-Qaḍārif Gadaref                 | 1,348,378     | 75,263       | ガダーレフ （Al Qadarif／Gedarif）      |
| 14   | センナール州     | سنار / Sannār Sennar                         | 1,285,058     | 37,844       | センナール （Sennar／Sannār）           |
| 15   | 西ダルフール州   | غرب دارفور / Gharb al-Dārfūr West Darfur     | 754,710       | 23,000       | ジュナイナ （Geneina／Al-Junaynah）     |
| 16   | 中部ダルフール州 | وسط دارفور / Wasaṭ Dārfūr Central Darfur     | 553,515       | 34,000       | ザリンゲイ （Zalingei）                 |
| 17   | 東ダルフール州   | شرق دارفور / Sharq Dārfūr East Darfur        | 1,213,784     | 55,000       | ダイーン （Ed Daein）                   |
| 18   | 西コルドファン州 | غرب كردفان / Gharb Kurdufān West Kordofan    | 1,419,983     | 111,373      | フーラ （Al-Fulah）                     |

2021年に提案された8州
2020年10月3日に国内の武装勢力と締結した和平協定に基づいている。
- ハルツーム州（Khartoum）
- 東部スーダン州（Eastern Sudan）
- 北部スーダン州（Northern Sudan）
- 中央スーダン州（Central Sudan）
- ダルフール州（Darfur）
- 南コルドファン州（South Kordofan）
- 西コルドファン州（West Kordofan）
- 青ナイル州（Blue Nile）

### 領有権問題
スーダンは4つの係争地域に領有権を主張しており、このうち2地域を支配下に置いている。
対エジプト
- ハラーイブ・トライアングル - 紅海沿岸の地域で、面積は約2万平方キロメートル。スーダンでは紅海州の管轄とされるが、エジプトが実効支配している。なお隣接するビル・タウィールはどちらも領有権を主張しておらず、無主地となっている。
- ワジハルファ突出 - ナセル湖/ヌビア湖のうち、国境周辺の地域。スーダンが領有権を主張しており、北部州の管轄とされる。

対南スーダン
- アビエイ - 2004年の南北和平議定書ではこの地域の住民には暫定的に両国の市民権を与えられており[5]、事実上の共同統治領とみなされる。また帰属は住民投票によって決定することになっているが、無期限に延期されている。西コルドファン州の管轄ではあるが、国際連合が派遣したアビエイ暫定治安部隊（英語版）の監視下にある。
- カフィア・キンギ（英語版） - 2005年の包括和平合意（英語版）では南スーダンの領土とされたが、現在でもスーダンが統治を続けている[6]。管轄は南ダルフール州とされる。

## 過去の地方行政区画
イギリスとエジプトによって統治されていた時代は、mudiriyatと呼ばれる地方行政区画と県で8つ（ハルツーム、カッサラ、青ナイル、北部、コルドファン、ダルフール、上ナイル、エクアトリア）に分けられていた。設置された当初はあいまいなものであったが、第二次世界大戦が始まる頃までには明確になっていた。その後、1948年にバハル・アル・ガザールがエクアトリアから分離された。
1973年7月1日に多くの行政区画が新設された。ダルフールから北ダルフールと南ダルフールが設けられ、コルドファンは北コルドファンと南コルドファンに分割された。また、白ナイルとジャジーラが青ナイルから分離され、ナイル川が北部から、紅海がカッサラからそれぞれ分離された。
さらに1976年にも細分化が進められた。レイクがバハル・アル・ガザールから分かれ、ジョングレイが上ナイルから分かれた。エクアトリアも東エクアトリアと西エクアトリアに分割された。これによって、全部で18に分かれたことになる。
1991年、政府は1948年から1973年にかけて存在していた9つの州による連邦制へと再編成を行った。しかし、1994年2月14日、政府は26のwilayat（州）を新設する再編成を再度行った。この時誕生した州の大半は、旧来の州か管理準州であった。
2005年、スーダン南部の新政府機構の一部として、バハル・アル・ガザール州が中央エクアトリア州に改名され、西コルドファン州は廃止され南北コルドファン州に統合された。
2011年7月、南スーダンの独立に伴い南部の10州はスーダンから分離した。

### 1994年から2005年の州
- ハルツーム地方

スーダンの地方区分図（南スーダン含む）

  - ハルツーム州（Khartoum）・・・(4)
- カッサラ地方
  - カッサラ州（Kassala）・・・(5)
  - 紅海州（Red Sea）・・・(3)
  - ガダーレフ州（Al Qadarif）・・・(6)
- 青ナイル地方
  - 青ナイル（セントラル）地方
    - 青ナイル州（Blue Nile）・・・(24)
    - センナール州（Sennar）・・・(25)

  - ジャジーラ州（Al Jazirah）・・・(7)
  - 白ナイル州（White Nile）・・・(8)
- 北部地方
  - 北部州（Northern）・・・(1)
  - ナイル川州（River Nile）・・・(2)
- コルドファン地方
  - 北コルドファン州（North Kurdufan）・・・(9)
  - 南コルドファン州（South Kurdufan）・・・(13)
  - 西コルドファン州（West Kurdufan, 2005年に南北に分割・統合された）
- ダルフール地方
  - 北ダルフール州（North Darfur）・・・(10)
  - 南ダルフール州（South Darfur）・・・(11)
  - 西ダルフール州（West Darfur）・・・(12)
- 上ナイル地方（現・南スーダン）
  - 上ナイル州（Upper Nile）・・・(23)
  - ジョングレイ地方
    - ジョングレイ州（Jonglei）・・・(20)
    - ユニティ州（Unity）・・・(22)
- エクアトリア地方（現・南スーダン）
  - バハル・アル・ガザール地方
    - ワラブ州（Warab）・・・(21)
    - レイク州（Lakes）・・・(18)
    - 北バハル・アル・ガザール州（North Bahr al Ghazal）・・・(15)
    - 西バハル・アル・ガザール州（West Bahr al Ghazal）・・・(14)

  - 東エクアトリア地方
    - 中央エクアトリア州（Central Equatoria）・・・(17)
    - 東エクアトリア州（East Equatoria）・・・(19)

  - 西エクアトリア州（West Equatoria）・・・(16)

## 下位行政区画
- Districts of Sudan